# Paras Bir Bikram Shah Dev
Paras Bir Bikram Shah Dev (पारस वीर विक्रम शाहदेव - Pārasa Vīra Vikrama Śāhadeva) (Katmandu, 30 dicembre 1971) è stato il principe ereditario del Regno del Nepal fino all'abolizione della monarchia il 28 maggio 2008.

## Biografia
È figlio dell'ex re Gyanendra e dell'ex regina Komal. Nel 2000 ha sposato la principessa Himani, figlia di Rao Raja Bikram Singh, Rao Raja di Sikar. Dall'unione sono nati il principe Hridayendra e le due principesse Purnika e Kritika. Paras ha studiato alla Budhanilkantha Secondary School di Kathmandu, e alla Schiller International University. Al contrario della moglie, l'erede al trono è poco popolare in Nepal a causa di trascorsi episodi di teppismo e alcolismo, che lo hanno visto coinvolto in alcuni incidenti automobilistici, in uno dei quali ha trovato la morte una nota cantante nepalese.

### La strage di palazzo del 2001
Il 1º giugno 2001 si trovava presso il palazzo reale di Narayanhiti quando (secondo la versione ufficiale) il cugino Dipendra (allora erede al trono) uccise suo padre, il re Birendra, la regina Aishwarya ed altri otto membri della famiglia reale. Secondo le testimonianze raccolte dalla commissione d'inchiesta, dopo aver sparato alla sorella Sruti, Dipendra puntò l'arma verso il principe Paras, dietro al quale cercavano protezione tre piccole principesse; Paras avrebbe gridato: «no, no, Dai (fratello)», impietosendo sorprendentemente il cugino impazzito, il quale si diresse in giardino alla ricerca della madre.
Il fatto che - pur essendo presente - sia uscito illeso dal massacro ha alimentato alcune voci che vedrebbero Paras coinvolto in prima persona in questa vicenda, ciò che a sua volta potrebbe implicare la complicità degli altri quattordici supersititi, tra i quali figura anche la Regina Madre. Nel marzo 2009, in seguito alla riapertura delle indagini sul massacro reale da parte del Governo nepalese, Paras ha dichiarato che l'allora principe ereditario Dipendra aveva tre ragioni per uccidere il padre:
1. l'impedimento delle nozze con Devyani;
2. l'accettazione da parte del padre della Costituzione del 1990, che Dipendra non gradiva;
3. il rifiuto del padre di avallare gli accordi per nuovi armamenti intrapresi da Dipendra e che gli avrebbero consentito una larga remunerazione da parte del rifornitore.

## Genealogia
|                                                                       |                                                                   |                                                                      | Genitori                                                       |  |  | Nonni |  |  | Bisnonni                                    |  |  | Trisnonni                                 |  |
|                                                                       |                                                                   |                                                                      |                                                                |  |  |       |  |  | Tribhuvan Bir Bikram Shah Dev, re del Nepal |  |  | Prithvi Bir Bikram Shah Dev, re del Nepal |  |
|                                                                       |                                                                   |                                                                      |                                                                |  |  |       |  |  | Tribhuvan Bir Bikram Shah Dev, re del Nepal |  |  | Prithvi Bir Bikram Shah Dev, re del Nepal |  |
|                                                                       |                                                                   | Divyeshwari Rajya Lakshmi Devi                                       |                                                                |  |  |       |  |  | Tribhuvan Bir Bikram Shah Dev, re del Nepal |  |  |                                           |  |
| Mahendra Bir Bikram Shah Dev, re del Nepal                            |                                                                   |                                                                      |                                                                |  |  |       |  |  | Tribhuvan Bir Bikram Shah Dev, re del Nepal |  |  |                                           |  |
|                                                                       |                                                                   | Kanti Rajya Lakshmi Devi                                             | Arjan Singh Sahib, Raja di Chhatara, Barhgaon e Oudh           |  |  |       |  |  |                                             |  |  |                                           |  |
|                                                                       |                                                                   | Kanti Rajya Lakshmi Devi                                             | Arjan Singh Sahib, Raja di Chhatara, Barhgaon e Oudh           |  |  |       |  |  |                                             |  |  |                                           |  |
|                                                                       |                                                                   | Kanti Rajya Lakshmi Devi                                             | Krishnavati Devi Sahiba                                        |  |  |       |  |  |                                             |  |  |                                           |  |
| Gyanendra Bir Bikram Shah Dev, re del Nepal                           |                                                                   | Kanti Rajya Lakshmi Devi                                             |                                                                |  |  |       |  |  |                                             |  |  |                                           |  |
|                                                                       |                                                                   | Generale Hari Shamsher Jang Bahadur Rana, Maharajkumar               | Juddha Shamsher Jang Bahadur Rana, Maragià di Lambjang e Kaski |  |  |       |  |  |                                             |  |  |                                           |  |
|                                                                       |                                                                   | Generale Hari Shamsher Jang Bahadur Rana, Maharajkumar               | Juddha Shamsher Jang Bahadur Rana, Maragià di Lambjang e Kaski |  |  |       |  |  |                                             |  |  |                                           |  |
|                                                                       |                                                                   | Generale Hari Shamsher Jang Bahadur Rana, Maharajkumar               | Jetha Bada Maharani Padma Kumari Devi                          |  |  |       |  |  |                                             |  |  |                                           |  |
| Indra Rajya Lakshmi Devi                                              |                                                                   | Generale Hari Shamsher Jang Bahadur Rana, Maharajkumar               |                                                                |  |  |       |  |  |                                             |  |  |                                           |  |
|                                                                       |                                                                   | Megha Kumari Rajya Lakshmi, sorella del colonnello Mohan Bikram Shah | N. Bikram Shah                                                 |  |  |       |  |  |                                             |  |  |                                           |  |
|                                                                       |                                                                   | Megha Kumari Rajya Lakshmi, sorella del colonnello Mohan Bikram Shah | N. Bikram Shah                                                 |  |  |       |  |  |                                             |  |  |                                           |  |
|                                                                       |                                                                   | Megha Kumari Rajya Lakshmi, sorella del colonnello Mohan Bikram Shah | …                                                              |  |  |       |  |  |                                             |  |  |                                           |  |
| Paras Bir Bikram Shah Dev                                             |                                                                   | Megha Kumari Rajya Lakshmi, sorella del colonnello Mohan Bikram Shah |                                                                |  |  |       |  |  |                                             |  |  |                                           |  |
|                                                                       | Comandante generale Agni Shamsher Jang Bahadur Rana, Maharajkumar | Juddha Shamsher Jang Bahadur Rana, Maragià di Lambjang e Kaski *     |                                                                |  |  |       |  |  |                                             |  |  |                                           |  |
|                                                                       | Comandante generale Agni Shamsher Jang Bahadur Rana, Maharajkumar | Juddha Shamsher Jang Bahadur Rana, Maragià di Lambjang e Kaski *     |                                                                |  |  |       |  |  |                                             |  |  |                                           |  |
|                                                                       | Comandante generale Agni Shamsher Jang Bahadur Rana, Maharajkumar | Jetha Bada Maharani Padma Kumari Devi *                              |                                                                |  |  |       |  |  |                                             |  |  |                                           |  |
| Luogotenente-generale Kendra Shamsher Jang Bahadur Rana               | Comandante generale Agni Shamsher Jang Bahadur Rana, Maharajkumar |                                                                      |                                                                |  |  |       |  |  |                                             |  |  |                                           |  |
|                                                                       |                                                                   | …                                                                    | …                                                              |  |  |       |  |  |                                             |  |  |                                           |  |
|                                                                       |                                                                   | …                                                                    | …                                                              |  |  |       |  |  |                                             |  |  |                                           |  |
|                                                                       |                                                                   | …                                                                    | …                                                              |  |  |       |  |  |                                             |  |  |                                           |  |
| Komal Rajya Lakshmi Devi                                              |                                                                   | …                                                                    |                                                                |  |  |       |  |  |                                             |  |  |                                           |  |
|                                                                       |                                                                   | N. Bikram Shah                                                       | N. Bikram Shah                                                 |  |  |       |  |  |                                             |  |  |                                           |  |
|                                                                       |                                                                   | N. Bikram Shah                                                       | N. Bikram Shah                                                 |  |  |       |  |  |                                             |  |  |                                           |  |
|                                                                       |                                                                   | N. Bikram Shah                                                       | …                                                              |  |  |       |  |  |                                             |  |  |                                           |  |
| Shree Rajya Lakshmi Devi, di un ramo collaterale degli Shah del Nepal |                                                                   | N. Bikram Shah                                                       |                                                                |  |  |       |  |  |                                             |  |  |                                           |  |
|                                                                       |                                                                   | …                                                                    | …                                                              |  |  |       |  |  |                                             |  |  |                                           |  |
|                                                                       |                                                                   | …                                                                    | …                                                              |  |  |       |  |  |                                             |  |  |                                           |  |
|                                                                       |                                                                   | …                                                                    | …                                                              |  |  |       |  |  |                                             |  |  |                                           |  |
|                                                                       |                                                                   | …                                                                    |                                                                |  |  |       |  |  |                                             |  |  |                                           |  |